# Colostethus
Colostethus ist eine im südlichen Mittel- und nordwestlichen Südamerika beheimatete Gattung aus der Familie der Baumsteigerfrösche (Dendrobatidae).

## Merkmale und Lebensweise
Colostethus-Arten sind kleine bis mittelgroße Frösche mit Körperlängen von meist 14 bis 27 Millimetern, bei den größten Arten bis zu 38 Millimetern. Ihre Grundfärbung ist braun, meist mit helleren seitlich und/oder seitlich am Rücken verlaufenden Streifen. Die Finger und Zehen weisen relativ kleine Scheiben und keine Schwimmhäute auf. Am Oberkiefer sitzen Zähne, aber nicht am Pflugscharbein.
Die Arten sind tagaktiv und leben am Waldboden oder in Ufernähe an Gewässern in Höhen bis zu 4000 Metern.

## Systematik
Der Gattung wurden ehemals über hundert Arten zugeschrieben, neuere molekularbiologische Untersuchungen konnten aber zeigen, dass diese weit gefasste Gattung polyphyletisch war. In der Folge wurden nach Revisionen der Systematik der Dendrobatiden die meisten Arten in andere bestehende oder neu aufgestellte Gattungen verschoben werden gegenwärtig nur noch 12 Arten unter dieser Gattung geführt:
Stand: 8. Oktober 2021
- Colostethus agilis Lynch & Ruiz-Carranza, 1985
- Colostethus furviventris Rivero & Serna, 1991
- Colostethus imbricolus Silverstone, 1975
- Colostethus inguinalis (Cope, 1868)
- Colostethus jacobuspetersi Rivero, 1991
- Colostethus latinasus (Cope, 1863)
- Colostethus lynchi Grant, 1998
- Colostethus mertensi (Cochran & Goin, 1964)
- Colostethus panamensis (Dunn, 1933)
- Colostethus pratti (Boulenger, 1899)
- Colostethus thorntoni (Cochran & Goin, 1970)
- Colostethus ucumari Grant, 2007

Colostethus ruthveni Kaplan, 1997 wurde aus der Gruppe ausgegliedert; die genaue systematische Stellung dieser Art innerhalb der Unterfamilie Dendrobatinae ist unbekannt.
Colostethus alacris Rivero & Granados-Díaz, 1990, Colostethus brachistriatus Rivero & Serna, 1986, Colostethus dysprosium Rivero & Serna, 2000, C. fraterdanieli Silverstone, 1971, C. fugax Morales & Schulte, 1993 und Colostethus yaguara Rivero & Serna, 1991 wurden in die Gattung Leucostethus als L. alacris, L. brachistriatus, L. dysprosium, L. fraterdanieli, L. fugax und L. yaguara gestellt.